# Storebø
Storebø és el centre administratiu i la localitat del municipi d'Austevoll, al comtat de Hordaland, Noruega. Se situa a la part nord de l'illa de Huftarøy, al sud de Birkeland i al nord-oest de Haukanes. L'any 2013 tenia 1.322 habitants.

## Història
L'església d'Austevoll era, al principi, a la vila de Austevoll, situada a l'illa de Hundvåko. El 1891 l'església va ser traslladada fins a la seva actual ubicació a Storebø. Storebø va ser declarat centre administratiu del municipi el 1964. Abans d'aquest any, el consell municipal tenia la seva seu a l'illa de Bakholmen, a l'oest de Storebø.

### Etimologia
El nom de Storebø està en ús des de mitjan segle xvii. En temps passats, el nom del poble variava entre Bø i Bøe. En un intent de donar un nom definitiu, es va decidir usar el prefix store («llarg» en noruec) per diferenciar-la de la granja de Bø, establerta a l'illa de Stord. La granja de Bø de Stord va ser reanomenada com a Litlabø, usant el prefix Lítla («petit» en noruec). Cal destacar que la paraula Bø prové del nòrdic antic, la traducció de la qual és "granja".

## Economia
Tradicionalment la pesca i les tasques agrícoles han estat la principal font d'ingressos de la zona. L'agricultura va ser reemplaçada per altres indústries, com la petroliera, mentre que la piscicultura ha tingut un ràpid creixement durant la segona meitat del segle xx. Entre les companyies establertes estan la d'assistència petroliera DOF i la pesquera Austevoll Seafood, presents a la borsa d'Oslo.